# Karambal, Khanapur
Karambal là một làng thuộc tehsil Khanapur, huyện Belgaum, bang Karnataka, Ấn Độ.